# O Fascínio
O Fascínio é um filme português de drama, realizado por José Fonseca e Costa no ano de 2003, a partir da obra de Tabajara Ruas do mesmo nome (embora com a acção movida da fronteira Brasil-Uruguai gaúcha para a fronteira Portugal-Espanha rural alentejana).

## Elenco[1]
- Vítor Norte - Lino Pais Rodrigues
- Sylvie Rocha - Encarnación
- José Fidalgo - Bernardo
- Ana Moreira - Blanca
- Albano Jerónimo - Martinica - cantor travesti
- José Eduardo - Medina - Inspector de Polícia
- José Pinto - Leonel
- Paulo Pires - Pedro Barbosa
- Custódia Gallego - Teresa
- Canto e Castro - Dr. Fabrício
- Miguel Guilherme - Sousa
- Ana Bola - Gringa
- Cláudia Cadima - Sofia
- João Catarré - Oficial
- Cucha Carvalheiro - Vidente
- Carlos Santos - Dr. Canavarro
- Evelina Pereira - Patrícia Neves - jornalista
- Mina Andala - Conchita Consuelo
- Jennifer Penhale - Agnes
- Andreia Dinis - Myrta
- Carlos Rodrigues - Braz Pena